# 医療難民
医療難民（いりょうなんみん）とは、医療サービスの享受に困る社会問題、またはその被害を受けた人々を指す言葉。

## 原因
地域の医療施設が喪失されうる原因としては以下のものがある。
- 医療業界の抱える問題
  - マンパワーの不足（医師不足）
  - 医療訴訟リスクの増加による廃業（防衛医療）

- 環境の変化
  - 施設の建て替え等による郊外化（スーパーの郊外化による買い物難民発生と同じ）
  - 施設そのもののキャパシティの不足
  - 社会全体の貧困化

- また、医療関係者には慈善事業ではなく商売と考える者も見られ、買い物難民問題と同じ道も辿りうる。
  - そもそも人口(＝需要)がなく、経営が成り立たない。
  - 病院同士の競争に負けた
  - 企業立病院の場合、その企業の経営悪化による閉鎖

これらの結果として地域の医療機関が失われてしまうと、特に公共交通が脆弱化した地方においては、パーソナルな移動手段（自家用車、オートバイ、自転車等）を利用できない層が、医療サービスを受けること自体困難となってしまうのである。